# 马厂乡 (海东市)
马厂乡，是中华人民共和国青海省海东市乐都区下辖的一个乡镇级行政单位。

## 行政区划
马厂乡下辖以下地区：
马厂村、那家庄村、孟家湾村、白石头村、保家湾村、小岭子村、八旦村、泉儿湾村、岔沟村和甘沟滩村。